# Kinsey (film)
Kinsey is een Amerikaanse biografische film uit 2004 onder regie van Bill Condon, die ook het scenario schreef. Het verhaal hiervan is gebaseerd op het leven van seksuoloog Alfred Kinsey, die aan de wieg stond van de seksuele revolutie. Kinsey werd genomineerd voor de Oscar voor beste bijrolspeelster (Laura Linney) en de Golden Globes voor beste dramafilm, beste acteur (Liam Neeson) in een drama en beste bijrolspeelster (Linney). De film kreeg meer dan vijftien andere prijzen daadwerkelijk toegekend, waaronder een Political Film Society Award in de categorie exposé en een National Board of Review Award voor beste bijrolspeelster (Linney).

## Verhaal
In 1948 en 1953 publiceerde Alfred Kinsey, na zeer uitgebreide onderzoeken, een rapport over de seksualiteit van Amerikanen. De conclusie: Amerikanen hebben veel seks, houden van seks, voor of na het huwelijk, met meerdere partners, speeltjes, zichzelf enzovoort. Amerika was diep gechoqueerd en het establishment probeerde hem in diskrediet te brengen. Toch wist Kinsey taboes te doorbreken en werd het onderwerp seksualiteit meer bespreekbaar.

## Rolverdeling
- Liam Neeson als Alfred Kinsey
- Laura Linney als Clara Bracken McMillen
- Peter Sarsgaard als Clyde Martin
- Chris O'Donnell als Wardell Pomeroy
- Timothy Hutton als Paul Gebhard
- John Lithgow als Alfred Seguine Kinsey
- Tim Curry als Thurman Rice
- Oliver Platt als Herman Wells
- Dylan Baker als Alan Gregg
- William Sadler als Kenneth Braun
- John McMartin als Huntington Hartford
- John Krasinski als Ben